# Ottwiller
Ottwiller (em alemão:  Ottweiler) é uma comuna francesa na região administrativa de Grande Leste, no departamento Baixo Reno. Estende-se por uma área de 5,09 km². Em 2010 a comuna tinha 265 habitantes (densidade: 52,1 hab./km²).